# Jalebi
Jalebi (phiên âm: Cha-lê-bi), là một món ăn nhẹ ngọt phổ biến ở Nam và Tây Á, Châu Phi và Mauritius. Nó có nhiều tên, bao gồm jilapi, zelepi, jilebi, jilipi, zulbia, jerry, mushabak, z'labia hoặc zalabia.
Biến thể Nam Á được làm bằng bột maida (bột mì đa dụng) nhão chiên ngập dầu ở dạng brezel hoặc hình tròn, sau đó được ngâm trong xi-rô đường. Jalebi được ăn với sữa đông hoặc rabri (ở Bắc Ấn Độ) cùng với các hương vị tùy chọn khác như kewra (nước thơm).
Trong một số món ăn Tây Á, jalebi có thể bao gồm một loại bột men được chiên rồi nhúng vào xi-rô mật ong và nước hoa hồng. Món Zalabia của Bắc Phi sử dụng một loại bột nhão khác với xi-rô mật ong (tiếng Ả Rập: ʻasal) và nước hoa hồng.

## Lịch sử

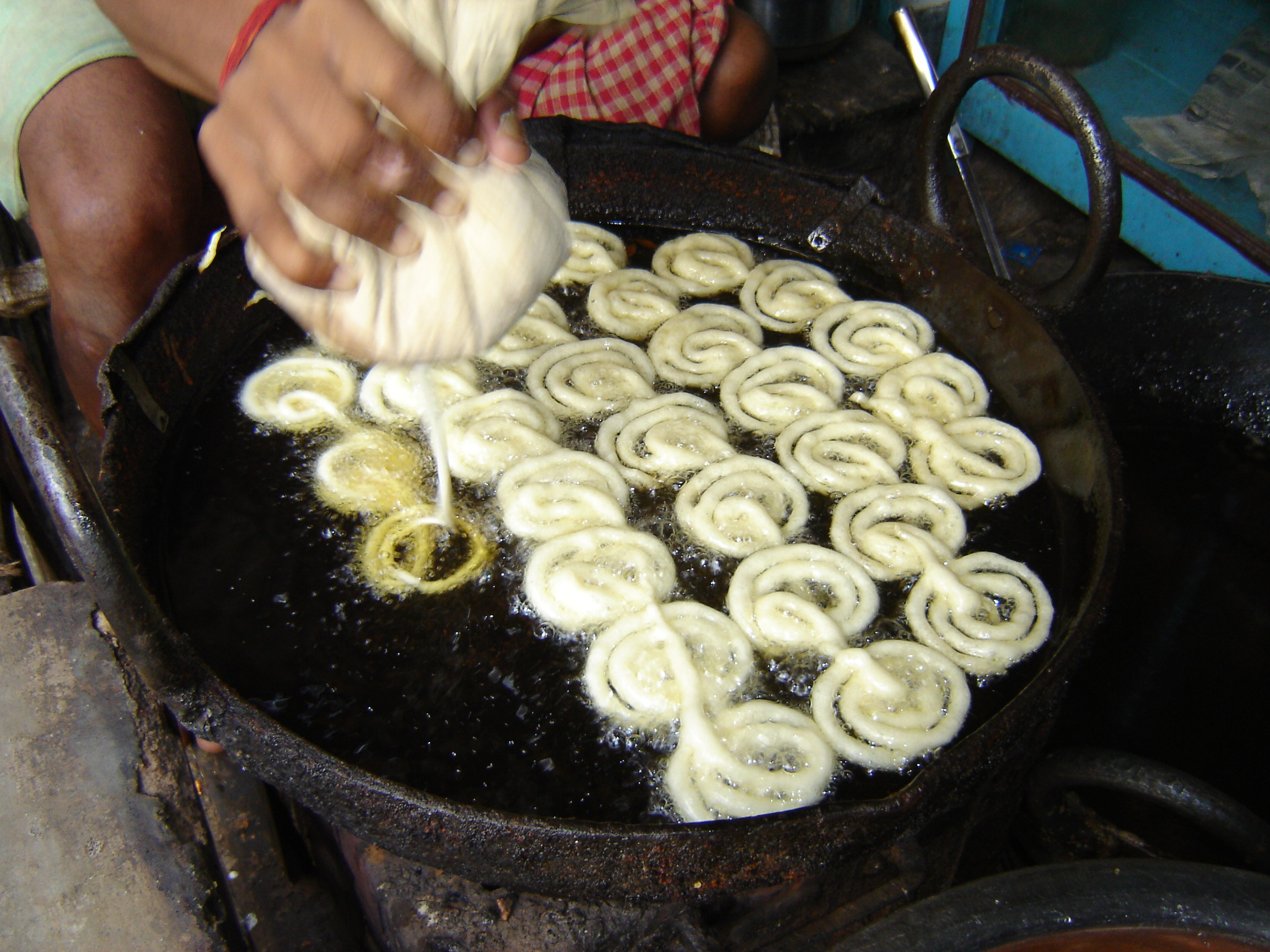
Bột nhão Jalebi được thả vào dầu nóng ở Howrah, West Bengal, India

Công thức sớm nhất được biết đến của món ăn này có từ thế kỷ thứ 10 trong sách dạy nấu ăn tiếng Ả Rập Kitab al-Tabikh (tiếng Anh: The Book of Dishes) của Ibn Sayyar al-Warraq. Vào thế kỷ 13 ở Ba Tư, một cuốn sách dạy nấu ăn của Muhammad bin Hasan al-Baghdadi đã đề cập đến một món ăn tương tự.

## Biến thể khu vực

### Nam Á

#### Ấn Độ

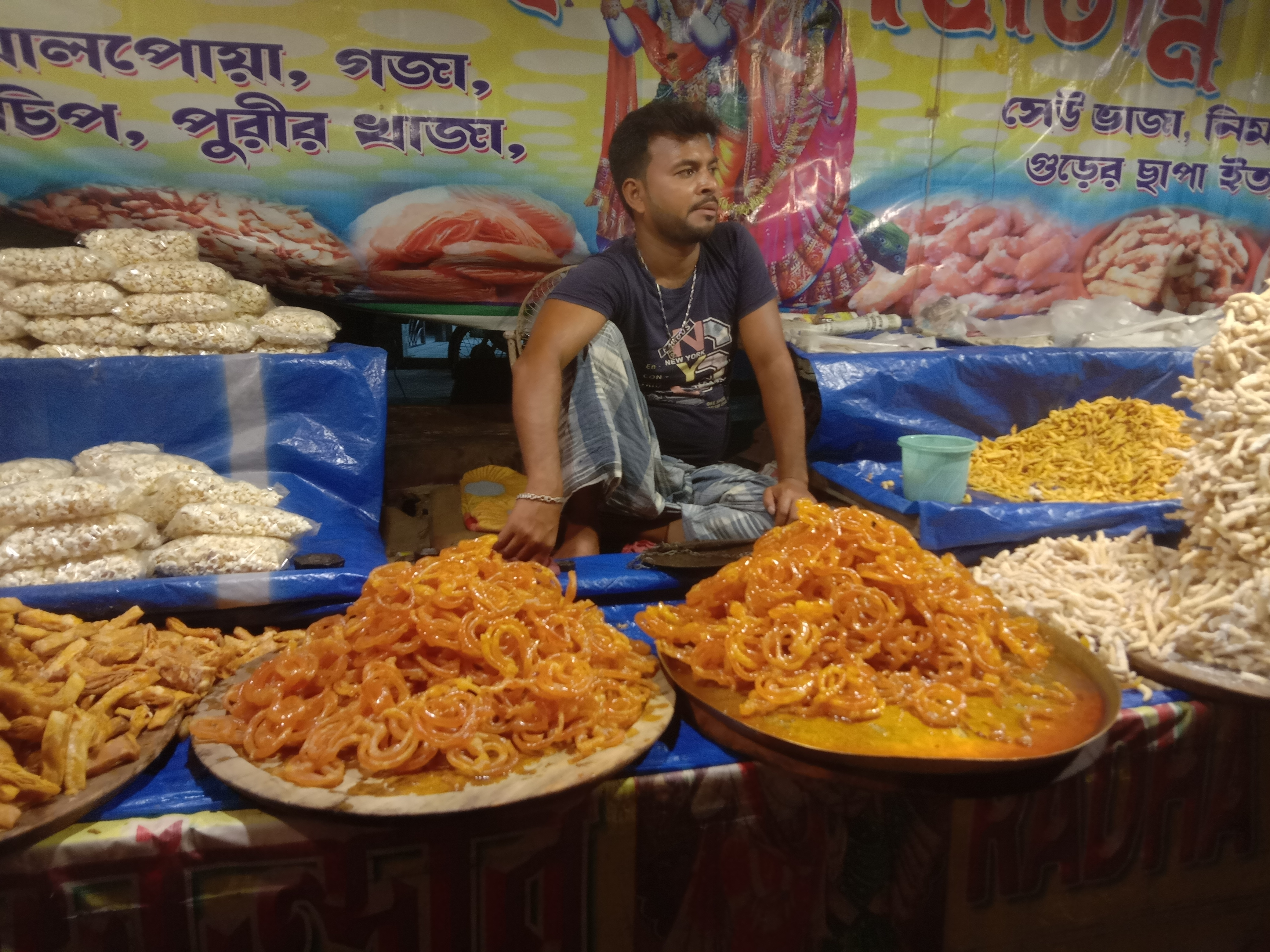
Jalebis được bán tại một cửa hàng trong lễ hội Ratha Yatra ở Tây Bengal, Ấn Độ.

Jalebi làm từ khoya hoặc mawa, được phát minh bởi Harprasad Badkul vào năm 1889, ở Jabalpur.
Trong cuốn sách của Norman Chevers, A Manual of Medical Jurisprudence for India (1870, trang 178) đề cập đến "jelabees" như một cách lịch sử đầu độc tù nhân ở Ấn Độ vào những năm 1800.

#### Pakistan
Ở Pakistan, jalebi là món tráng miệng phổ biến thường được tiêu thụ trong các hộ gia đình và trong các sự kiện công cộng như đám cưới hoặc lễ hội.

#### Nepal
Ở Nepal, nó được gọi là Jerry, một từ bắt nguồn từ từ Jangiri và hoàng đế đế quốc Mogul Jahangir. Người ta thường ăn Jerry với Swari, một loại bánh mì chiên rất mỏng giống như Puri (món ăn). Nó thường được ăn vào buổi sáng với món Masala chiya của người Nepal.

### Tây Á

#### Iran
Nó được gọi là Zoolbia (زولبیا) ở Iran, mặc dù khi dịch sang tiếng Anh, cách viết có các từ thay thế và có thể bao gồm zolbiya, zulbiā, zulbia, zolbia và các từ khác. Ngoài việc được làm ngọt bằng mật ong và đường, Zoolbias ở Iran còn có hương vị saffron hoặc nước hoa hồng. Thông thường ở Iran, Zoolbia được phục vụ với trà đen kiểu Ba Tư cùng với một món tráng miệng tương tự có hình dạng "quả trứng" khác, bamiyeh. Những món tráng miệng này thường được phục vụ trong tháng Ramadan như một trong những món chính được ăn sau khi nhịn ăn.